# Adrian Nikçi
Adrian Nikçi (Sarajevo, 10 novembre 1989) è un ex calciatore svizzero, di ruolo centrocampista.

## Biografia
Nato a Sarajevo, crebbe in Svizzera.

## Carriera

### Club
Dopo aver cominciato la sua carriera nelle giovanili dell'Uster, nel 2002 passa allo Zurigo, squadra con la quale esordisce nel 2007 in prima squadra.

## Palmarès

### Club

#### Competizioni nazionali
- Campionato svizzero: 1

Zurigo: 2008-2009